# Matlock Town FC
Matlock Town Football Club is een Engelse voetbalclub uit Matlock, Derbyshire. De club speelt haar wedstrijden in de Premier Division, de hoogste afdeling van de Northern Premier League.

## Geschiedenis
De club werd opgericht in 1878 als Matlock Football Club. Voordat zij in de Northern Premier League terechtkwam, speelde de club in de Central Alliance en in de Midland Counties League.
In het seizoen 1974/75 won de club de FA Trophy, en twee seizoenen later bereikte het de derde ronde van de FA Cup. Nog nooit kwam de club verder in dit bekertoernooi. In 1978 werd de Northern Premier League Cup voor het eerst gewonnen.
Een bekerwedstrijd in het seizoen 2010/11 leverde de club een evenaring van de grootste overwinning in de clubgeschiedenis op. Thuis werd Bedworth United met 10-0 van de mat gespeeld. Eerder gebeurde dit in 1975 bij en tegen Lancaster City, toen er met 0-10 werd gewonnen.

## Stadion
De club speelt haar thuiswedstrijden op Causeway Lane, vlak bij het centrum van Matlock. Het stadion heeft 5.500 plaatsen, maar zoveel toeschouwers zijn er voor zover bekend nooit geweest.